# 長伸震旦花介
長伸震旦花介（学名：Sinocytheridea longa）为荊花介科震旦花介屬下的一个种。